# PuffPals: Island Skies
PuffPals: Island Skies — игра в жанре симулятора жизни, чей разработкой занимается производитель игрушек Fluffnest Inc. Выход альфа-версии с ранним доступом состоялся в 2023 году. Разработчикам удалось собрать более 2 миллионов долларов в рамках краудфандинговой кампании Kickstarter. В Island Skies игрок изучает пространства парящих островов, занимается фермерством, общается с антропоморфными животными и обустраивает свой жилой дом.

## Игровой процесс
PuffPals представляет собой симулятор жизни с игровым процессом, схожим с играми серии Animal Crossing или Stardew Valley. Основное место действия — парящие острова. Игровой персонаж может заниматься сельским хозяйством, исследовать разные биомы, украшать свой дом и общаться с антропоморфными друзьями-животными.
Игрок может исследовать игровое пространство, общаться с местными животными, заводить с ними дружбу, выполнять их квесты или играть в мини-игры. Игра позволяет выращивать разные сельскохозяйственные культуры. На парящих островах также можно искать разные коллекционные предметы, например грибы, драгоценные камни, артефакты или скрытые локации.
Для игрового персонажа доступны различные наряды и аксессуары, которые позволят придать персонажу индивидуальный стиль. Как и у любого жителя парящих островов, у игрового персонажа в своём распоряжении есть дом, который можно изменять, улучшать и украшать. Игрок может приобретать разные предметы мебели, чтобы настроить желаемый интерьер.

## Разработка
Разработкой игры занимается компания Fluffnest Inc. которая также занимается продажей плюшевых игрушек. Разработка игры началась в октябре 2020 года. В апреле 2022 года они запустили краудфандинговую кампанию на Kickstarter для сбора средств на разработку. В итоге команда собрала более 2 миллионов долларов, хотя рассчитывала на 75 000 долларов в лучшем случае. Разработчики объявили, что займутся работой над всеми дополнительными целями, упоминавшимися в описании проекта. Например это мини-игры с рыбалкой, кулинарией, аркадой и другими вещами. Разработчики также обещали добавить многопользовательский режим, если средства, полученные на Kickstarter превысят миллион долларов. Команда описывала свою игру, как «пробуждение ностальгических воспоминаний о взрослении в детстве», что отражено в «милом и приятном игровом процессе». Игровой процесс во многом схож с игрой Animal Crossing: New Horizons, у которой команда черпала вдохновение. Команда в том числе пыталась определить такой жанр, как «безопасный симулятор жизни» (англ. wholesome life simulator), где игрок исследует необычный мир, занимается садоводством, фермерством, обустраивает жилище и общается с антропоморфными существами. Разработчики также вдохновлялись собственными воспоминаниями о детстве, когда они будучи детьми играли на детской площадке, встречались с друзьями и изучали окружающие окрестности. Разработка игры ведётся в условиях активной обратной связи с закрытым дискорд-сообществом фанатов, инвестировавших в разработку. Например по их инициативе в игру было решено добавить чайную.
В связи с крупным финансированием, значительно превышающем 75 000 долларов, разработчики решили адаптировать игру на других платформах, помимо ПК, например они объявили, что выпустят игру на Nintendo Switch, если соберут более 500 000 долларов. Создатели заметили, что им важно сделать свою игру как можно доступнее, поэтому она будет в будущем адаптирована на как можно большем количестве платформ, помимо ПК и игровых приставок это будут мобильные устройства; в том числе и со слабыми системными требованиями
Игра была представлена на выставке Wholesome Direct летом 2022 года. Выход альфа-версии в ограниченном тираже состоялся в 2023 году на персональных компьютерах. Позже игра выйдет на Nintendo Switch и мобильных устройствах. Выход игры запланирован не ранее 2025 года.

## Восприятие
Редакция Gamerant постаила PuffPals на первое место в списке самых ожидаемых «уютных» игр для Nintendo Switch.